# Údolí Doubravy
Údolí Doubravy je přírodní rezervace v chráněné krajinné oblasti Železné hory. Leží severovýchodně od Chotěboře v okrese Havlíčkův Brod. Skalnaté údolí, které vytváří řeka Doubrava na svém horním toku, je od roku 1986 chráněno jako přírodní rezervace.

## Popis

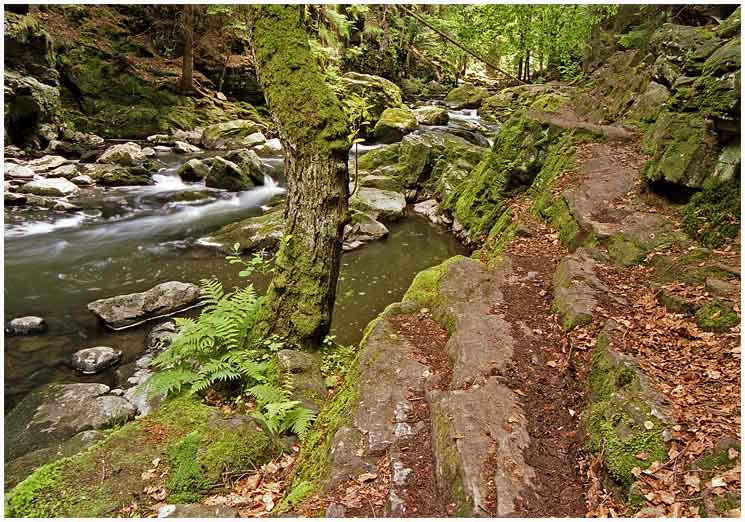
PR Údolí Doubravy nad Korytem

Skalami sevřené údolí řeky Doubravy začíná u obce Bílek. Doposud klidný, meandrující tok řeky se zde zhruba severozápadním směrem zařezává do ortorul a spadá v následujícím úseku četnými prahy i vodopády až k obci Horní Sokolovec. V horní části tohoto údolí překonává řeka na úseku 1340 m výškový rozdíl 55 metrů. Skalní výchozy v této části toku Doubravy je možno nalézt zejména na pravém břehu řeky (v souvislosti s ukloněním ploch foliace krystalických břidlic), zatímco na levém břehu jsou častější pozvolné stupňovité skalky.
Při postupu údolím po proudu z obce Bílek jsou hned na začátku údolí asi 18 m vysoké skály na pravém břehu řeky. Nazývají se „Vláček“ a mrazovým zvětráváním vzniklo pod nimi charakteristické úpatní suťovisko s balvany až 1,5 m velkými. V místě zvaném „Mikšova jáma“, asi 1 km pod obcí Bílek, spadá Doubrava 1,5 m vysokým vodopádem do hluboké tůně. Skály zde vystupují přímo z řeky a dosahují ve dvou stupních výšky až 20 metrů. Asi 300 metrů pod Mikšovou jámou se nachází na pravém břehu skály nazývané „Hrádek“. Jejich hradba je široká asi 70 metrů a maximální výška činí 20 metrů. Pod nimi leží opět úpatní suťovisko sahající až k řece. Nedaleko po proudu stojí nevysoká skála „Doupě“, která je zajímavá stropovitým převisem s přesahem až 2 metry.

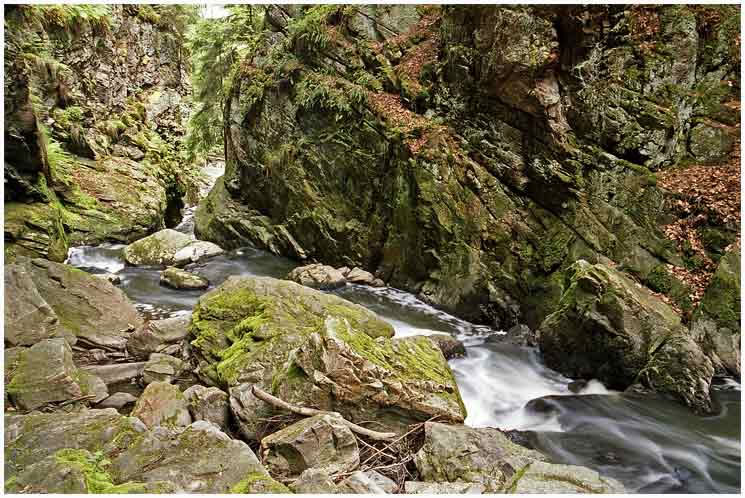
PR Údolí Doubravy nad Korytem

Údolí se v této části výrazně zužuje a stává se skalnatější. Tento úsek epigeneticky zaříznutého údolí Doubravy je nejzajímavější. Řeka zde vytvořila v prokřemenělých ortorulách úzkou nepřístupnou soutěsku zvanou „Koryto“. Soutěska je široká pouze 4 metry a skály, vystupující přímo z řeky, mají výšku až 15 metrů. V soutěsce překonává Doubrava převýšení dvěma vodopády, vysokými 2 a 2,5 metru. Pod oběma se vytvořily hluboké tůně. Délka soutěsky je přibližně 200 metrů. U dolního konce Koryta se vyvinul erozní činností řeky dokonalý obří hrnec o průměru 120 cm a hloubce 35–105 cm. Dnes je 1 m nad vodní hladinou – řeka se tedy do podloží stále zařezává.
Po dalších 150 m se zvedá z říčního zákrutu do výšky více než 40 metrů nejvyšší skála v údolí „Sokolohrady“. Na vrcholu, kam vede turistická stezka, je upravená vyhlídka. Lze pozorovat pozůstatky hradu ze 13. století – obranné valy.
Na protějším, levém břehu Doubravy je nad korunami smrků vidět jediná skalní věž oblasti, nazvaná „Čertův stolek“. Údolní stěna dosahuje výšky asi 30 m, vrchol je turisticky zpřístupněn. Pod Čertovým stolkem se mrazovým zvětráváním vyvinulo nejrozsáhlejší kamenné moře v údolí Doubravy. Balvany zasahují až do říčního toku.